# Robert Donnelly
Robert William Donnelly (ur. 22 marca 1931 w Toledo, Ohio, zm. 21 lipca 2014) – amerykański duchowny rzymskokatolicki, biskup pomocniczy Toledo w latach 1984-2006. 

## Życiorys
Święcenia kapłańskie otrzymał 25 maja 1957 i inkardynowany został do rodzinnej diecezji.
14 marca 1984 papież Jan Paweł II mianował go biskupem pomocniczym Toledo. Otrzymał wówczas stolicę tytularną Garba. Sakry udzielił mu ówczesny zwierzchnik diecezji bp James Robert Hoffman. Na emeryturę przeszedł 30 maja 2006 roku.